# Merodon biarcuata
Merodon biarcuata är en tvåvingeart som beskrevs av Charles Howard Curran 1939. Merodon biarcuata ingår i släktet narcissblomflugor, och familjen blomflugor.
Artens utbredningsområde är Marocko. Inga underarter finns listade i Catalogue of Life.